# ¿Qué significa orientarse en el pensamiento?

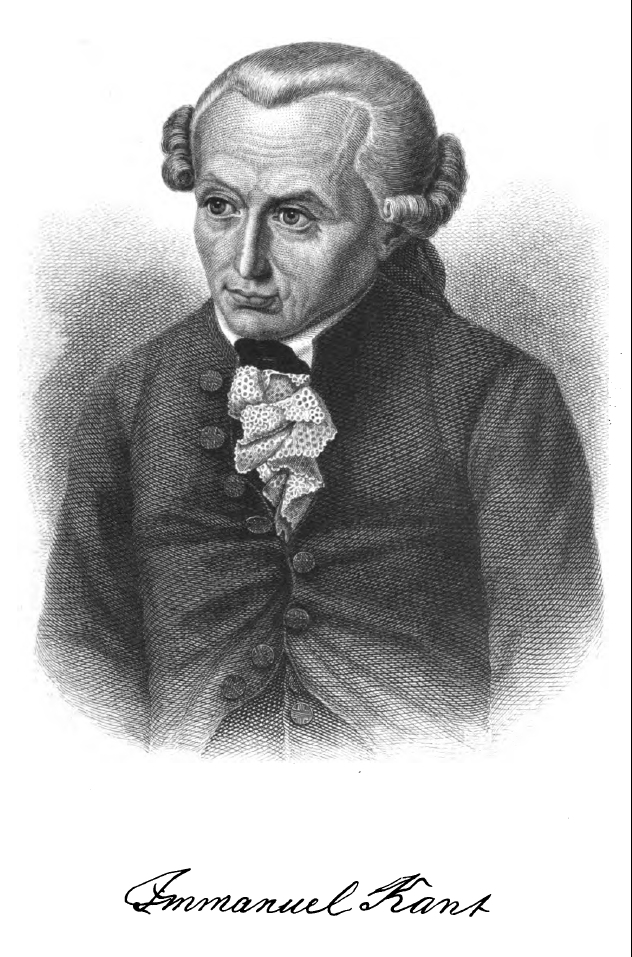
Immanuel Kant.

¿Qué significa orientarse en el pensamiento? o ¿Cómo orientarse en el pensamiento? (del alemán: Was heisst: sich im Denken orientieren?) es una obra del filósofo prusiano Immanuel Kant publicada en 1786 para el Berlinische Monatschrift. Este corto ensayo vierte ecos su dos principales obras filosóficas más importantes: Crítica de la razón pura y Crítica de la razón práctica.
La obra trata de resolver la controversia del panteísmo entre Moses Mendelssohn y F. H. Jacobi que había suscitado el supuesto spinozismo ateo del filósofo Lessing. Kant sostuvo en ella que el conocimiento viene primero por la experiencia sensible, pero es por la mera razón por la que hay que orientarse y no por la intuición. Continúa afirmando que el uso puro y práctico de la razón consiste en la prescripción de leyes morales [...] la cual solo es posible por la libertad. Concluyó que si la libertad de expresión y de pensamiento no sigue a las leyes de la razón, éstas serán suprimida por la autoridad para evitar el caos.

¡Amigos del género humano y de lo que es más sagrado en este género! Ya se trate de hechos, ya se trate de fundamentos racionales: admitid lo que os parezca más auténtico después de un examen cuidadoso y sincero. Pero no neguéis a la razón lo que hace de ella el bien supremo sobre la Tierra, el privilegio de ser la última piedra de toque de la verdad. Si no, indignos de esa libertad, seguramente la perderéis y arrastraréis en esta desgracia a vuestros semejantes que son inocentes y estarían seguramente dispuestos a servirse legalmente de esa libertad y, así, usarla con el fin del bien de la humanidad.